# Chavannes-sous-Orsonnens
Chavannes-sous-Orsonnens (toponimo francese) è una frazione di 245 abitanti del comune svizzero di Villorsonnens, nel Canton Friburgo (distretto della Glâne).

## Storia

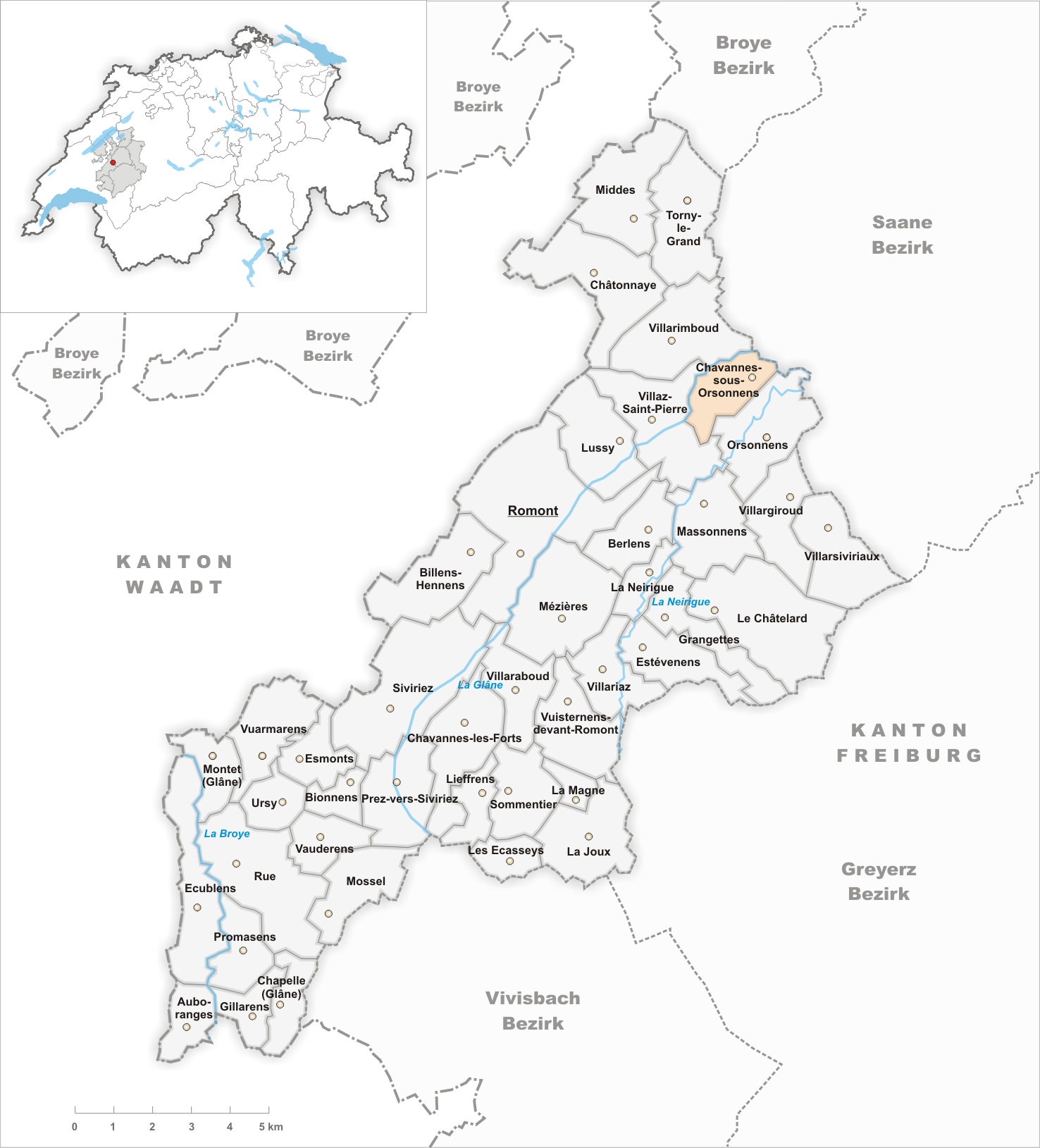
Il territorio del comune di Chavannes-sous-Orsonnens prima degli accorpamenti comunali del 2001

Già comune autonomo che nel 1866 aveva inglobato il comune soppresso di Granges-la-Battiaz, nel 2001 è stato a sua volta accorpato agli altri comuni soppressi di Orsonnens, Villargiroud e Villarsiviriaux per formare il nuovo comune di Villorsonnens.

## Monumenti e luoghi d'interesse
- Cappella cattolica di San Giovanni Battista, eretta nel XVI secolo e ricostruita nel 1769[1].

## Società

### Evoluzione demografica
L'evoluzione demografica è riportata nella seguente tabella:
Abitanti censiti

## Amministrazione
Ogni famiglia originaria del luogo fa parte del comune patriziale che ha la responsabilità della manutenzione di ogni bene comune.